# Huntoniatonia
Huntoniatonia precedentemente solo Huntonia è stato un trilobite dell'ordine Phacopida, della famiglia Dalmanitidae vissuto nell'era del Devoniano.

## Descrizione

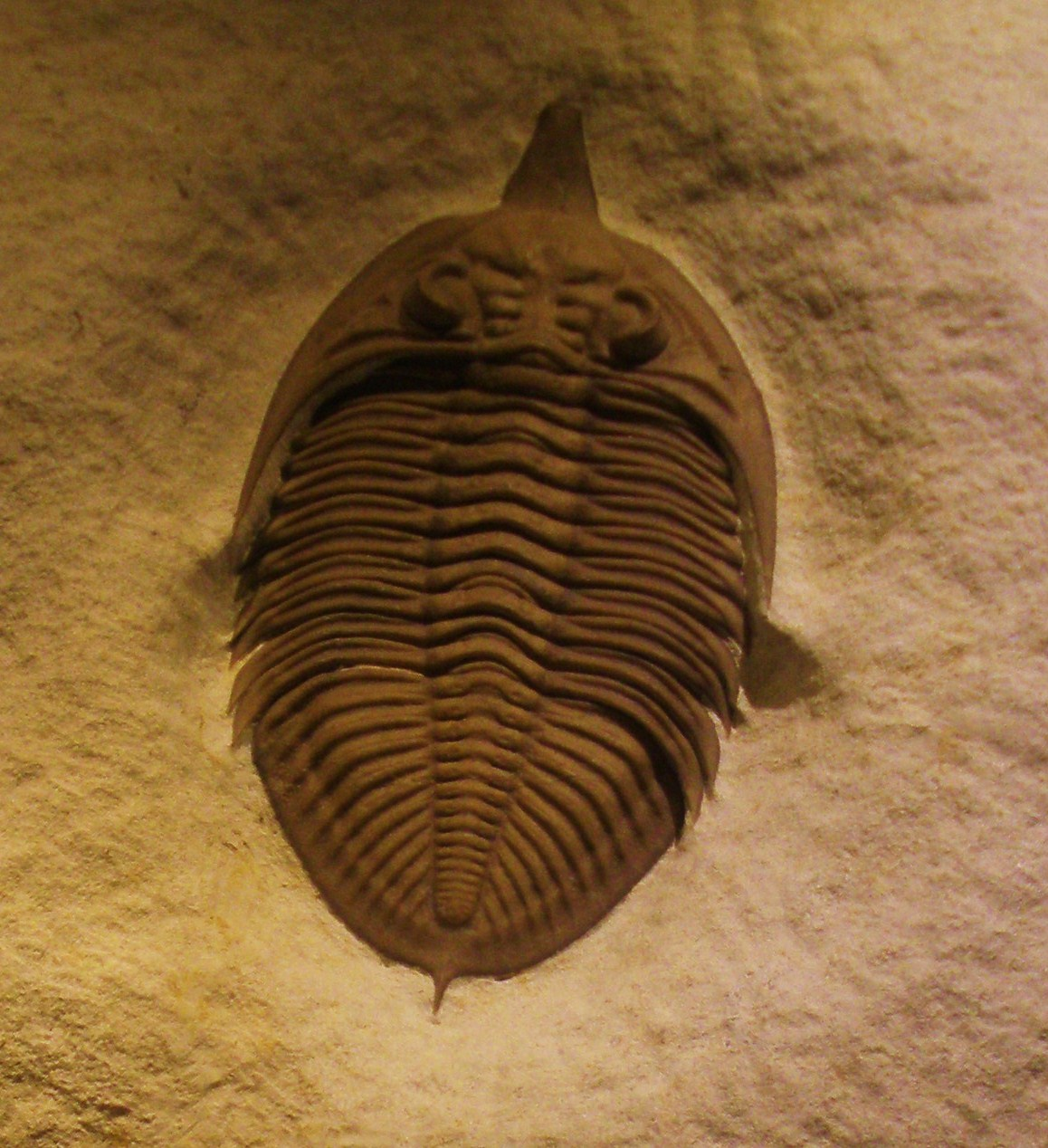
Un esemplare di Huntoniatonia Lingulifer, è chiaramente visibile il tozzo aculeo posto frontalmente

La larghezza dell'esoscheletro di Huntoniatonia misura due terzi della sua lunghezza. In corrispondenza della parte anteriore dello scudo cefalico si trova una specie di aculeo corto e robusto, tipico del genere, mentre nella parte posteriore le guance si prolungano in robuste spine genali. Gli occhi, muniti di larghe lenti, sono molto grandi, fortemente ricurvi e leggermente rilevati. La glabella si estende in avanti e possiede tre paia di solchi laterali; di questi.quelli anteriori sono inclinati all'indietro. Il grande scudo caudale ha profilo triangolare, è formato da numerosi segmenti e presenta un'estremità appuntita. Raggiungeva una lunghezza media di 3 cm.

## Habitat
Questo trilobite era un attivo abitatore di fondali, con un sistema visivo ben sviluppato. Probabilmente aveva abitudini predatorie. Questa specie ha una distribuzione geografica limitata solo al Nordamerica.

## Cambio del nome
Nel 2003 il nome passò da Huntonia a Huntoniatonia perché il nome era già stato utilizzato del indicare un altro animale, un isopode, appunto Huntonia della famiglia Philosciidae.